# Piotr Taracha
Piotr Andrzej Taracha (* 1960) ist ein polnischer Hethitologe und Archäologe. Er ist Professor an der Fakultät für Orientalische Studien der Universität Warschau und Dozent für Ägäische Archäologie am Institut für Archäologie und Ethnologie an der Polnischen Akademie der Wissenschaften. Seine Spezialgebiete sind hethitische Religion sowie hethitische und hattische Sprache und Literatur und zudem ägäische und anatolische Archäologie.
Piotr Taracha studierte von 1978 bis 1983 an der Universität Warschau. 1993 promovierte er mit einer Arbeit über bronzezeitliche Waffen- und Kampftechnik der Ägäis und nahm dann seine Lehrtätigkeit an der Universität Warschau auf. Seitdem arbeitet er eng mit verschiedenen deutschen Universitäten zusammen.
Seine Habilitationsschrift über ein mittelhethitisches Ritual legte er im Jahre 2000 vor. Piotr Taracha wurde 2004 Professor an der Fakultät für Orientalische Studien der Universität Warschau.

## Bücher
- Ersetzen und Entsühnen. Das mittelhethitische Ersatzritual für den Großkönig Tutḫalija (CTH *448.4) und verwandte Texte (= Culture and History of the ancient Near East. 5). Leiden u. a., Brill 2000, ISBN 90-04-11910-8 (Habilitationsschrift).
- als Herausgeber: Silva Anatolica. Anatolian Studies Presented to Maciej Popko on the Occasion of His 65th Birthday. Agade, Warschau 2002, ISBN 83-87111-12-0, S. 143–146.
- Religions of Second Millennium Anatolia (= Dresdner Beiträge zur Hethitologie. 27). Harrassowitz, Wiesbaden 2009, ISBN 978-3-447-05885-8.